# Aldious
Aldious ist eine Power-Metal-Band aus Osaka, Japan, die 2008 von der Sängerin Rami und der Gitarristin Yoshi gegründet wurde. Die Band veröffentlichte ihre erste EP am 7. November 2009 noch im Selbstverlag, bevor sie ihr eigenes Label, Bride Star Records gründete. Mit ihrem 2010 veröffentlichten Studioalbum Deep Exceed gelang Aldious der kommerzielle Durchbruch in Japan. Das Album gelangte auf Platz 1 der Oricon Independent Album-Charts und Platz 15 der Oricon Album-Charts. Obwohl Aldious nicht die erste japanische Band ist, die komplett aus Frauen besteht, gilt die Band dank dieses Erfolges aus Auslöser des „Girls Metal Band Booms“ in Japan, denn in den Folgejahren gründeten sich immer mehr komplett weibliche Metal-Bands, die Aufmerksamkeit bei einem breiteren Publikum erregen konnten.

## Geschichte
Aldious wurde im Juni 2008 von der Sängerin Rami und der Gitarristin Yoshi in Osaka gegründet. Sie spielten einige lokale Shows und veröffentlichten zwei Lieder auf dem Kompilationsalbum Red Hot Burning Hell Vol. 16. Kurz darauf verließen Bassistin Sawa und Gitarristin Ruki die Band. Im Januar 2009 stieg Gitarristin Toki bei Aldious ein. Im November des gleichen Jahres veröffentlichte die Band ihre Debüt-EP Dear Slave. Das Album, von der Band komplett selbst geschrieben, produziert und verlegt, war schnell ausverkauft. Im März kam Sawa zurück zu Aldious und Schlagzeugerin Aruto komplettierte das Line-up. Kurz darauf gründete die Band ihr eigenes Label Bright Star Records und unterschrieb im April einen Vertrag bei Spinning. Am 7. Juli 2010 erschien Aldious’ erste Single Defended Desire und am 13. Oktober 2010 veröffentlichte die Band ihr erstes Studioalbum Deep Exceed. Das Album schaffte es auf Platz 15 der Oricon Album-Charts. Am 12. Oktober 2011 erschien das zweite Studioalbum Determination. Das Album erreichte Platz 13 der Charts.
Im Juni 2012 verließ Rami die Band aus gesundheitlichen Gründen. Etwa einen Monat später wurde Re:NO, von 2001 bis 2006 Mitglied des Pop-Duos Suitei Shoujo, als neue Sängerin vorgestellt. Aldious’ drittes Studioalbum District Zero erschien am 15. Mai 2013. Mit District Zero erreichte die Band zum ersten Mal die Top 10 der Oricon Album-Charts. Mit ihrer vierten Single Dominator (veröffentlicht als Doppel-A-Seite mit I Don’t Like Me) gelang der Band mit Platz 12 ihre bisher höchste Platzierung in den Oricon Single-Charts. Am 18. Juni 2014 erschien das vierte Studioalbum Dazed and Delight. Im November des gleichen Jahres verließ Aruto die Band aufgrund ihrer anstehenden Hochzeit und dem damit verbundenen Umzug weit weg von Tokio.
Im April 2015 wurde Marina Bozzio, Stieftochter des Schlagzeugers Terry Bozzio, als neues Bandmitglied vorgestellt. Die for You / Dearly / Believe Myself, die erste Single in der neuen Besetzung erschien am 8. Juli 2015, das fünfte Studioalbum Radiant A am 2. Dezember 2015. Radiant A erschien im März 2017 auch in Europa, nachdem die Band einen Vertrag mit JPU Records unterschrieben hatte. Am 10. Mai 2017 erschien das sechste Studioalbum Unlimited Diffusion. Im November 2018, kurz nach dem Erscheinen des dritten EP All Brose, gab Re:NO bekannt, dass sie aus der Band aussteigen werde, nachdem bei ihr eine Klaffende Tube festgestellt wurde. Die Band beschloss vorerst ohne neue Sängerin weiterzumachen und ging stattdessen mit den beiden Sängerinnen Saki (von der Band Cyntia) und R!N auf die anstehende Japan-Tournee von April bis November 2019. Im Mai 2019 gab Toki bekannt, dass sie geheiratet habe und dass sie schwanger sei. Am 9. Juni spielte sie das vorerst letzte Konzert zusammen mit der Band und begab sich danach in Mutterschutz. Destrose-Gitarristin Narumi wird sie während der Tournee vertreten.
Am 6. August 2019 gab Aldious bekannt, R!N als feste Sängerin für die Band verpflichtet zu haben. Außerdem wurde die aktuelle Tournee um weitere Termine bis Dezember 2019 verlängert.

## Diskografie

### Studioalben
| Jahr | Titel Musiklabel                                         | Höchstplatzierung, Gesamtwochen, AuszeichnungChartsChartplatzierungen (Jahr, Titel, Musiklabel, Platzierungen, Wochen, Auszeichnungen, Anmerkungen) | Anmerkungen                              |
| Jahr | Titel Musiklabel                                         | JP | Anmerkungen                              |
| ---- | -------------------------------------------------------- | --- | ---------------------------------------- |
| 2010 | Deep Exceed Bright Star Records, Spinning                | JP15 (7 Wo.)JP | Erstveröffentlichung: 13. Oktober 2010   |
| 2011 | Determination Bright Star Records, Spinning              | JP13 (7 Wo.)JP | Erstveröffentlichung: 12. Oktober 2011   |
| 2013 | District Zero Bright Star Records, Spinning              | JP7 (6 Wo.)JP | Erstveröffentlichung: 15. Mai 2013       |
| 2014 | Dazed and Delight Bright Star Records, Spinning          | JP20 (6 Wo.)JP | Erstveröffentlichung: 18. Juni 2014      |
| 2015 | Radiant A Radiant A, Village Again Association           | JP16 (7 Wo.)JP | Erstveröffentlichung: 2. Dezember 2015   |
| 2017 | Unlimited Diffusion Radiant A, Village Again Association | JP13 (7 Wo.)JP | Erstveröffentlichung: 10. Mai 2017       |
| 2020 | Evoke 2010-2020 Radiant A, Village Again Association     | JP24 (9 Wo.)JP | Erstveröffentlichung: 18. März 2020      |
| 2020 | Evoke II 2010-2020 Radiant A, Village Again Association  | JP25 (3 Wo.)JP | Erstveröffentlichung: 30. September 2020 |

### EPs
| Jahr | Titel Musiklabel                               | Höchstplatzierung, Gesamtwochen, AuszeichnungChartsChartplatzierungen (Jahr, Titel, Musiklabel, Platzierungen, Wochen, Auszeichnungen, Anmerkungen) | Anmerkungen                             |
| Jahr | Titel Musiklabel                               | JP | Anmerkungen                             |
| ---- | ---------------------------------------------- | --- | --------------------------------------- |
| 2009 | Dear Slave Selbstverlag                        | — | Erstveröffentlichung: 7. November 2009  |
| 2017 | We Are Radiant A, Village Again Association    | JP11 (5 Wo.)JP | Erstveröffentlichung: 29. November 2017 |
| 2018 | All Brose Radiant A, Village Again Association | JP17 (4 Wo.)JP | Erstveröffentlichung: 21. November 2018 |

### Singles
| Jahr | Titel Album                                                             | Höchstplatzierung, Gesamtwochen, AuszeichnungChartsChartplatzierungen (Jahr, Titel, Album, Platzierungen, Wochen, Auszeichnungen, Anmerkungen) | Anmerkungen                             |
| Jahr | Titel Album                                                             | JP | Anmerkungen                             |
| ---- | ----------------------------------------------------------------------- | --- | --------------------------------------- |
| 2010 | Defended Desire Determination                                           | JP49 (7 Wo.)JP | Erstveröffentlichung: 7. Juli 2010      |
| 2011 | Mermaid Determination                                                   | JP20 (5 Wo.)JP | Erstveröffentlichung: 6. April 2011     |
| 2012 | White Crow District Zero                                                | JP19 (4 Wo.)JP | Erstveröffentlichung: 14. November 2012 |
| 2013 | Dominator / I Don’t Like Me Dazed and Delight                           | JP12 (5 Wo.)JP | Erstveröffentlichung: 9. Oktober 2013   |
| 2014 | Other World Dazed and Delight                                           | JP22 (4 Wo.)JP | Erstveröffentlichung: 14. Mai 2014      |
| 2015 | Die for You / Dearly / Believe Myself Radiant A                         | JP14 (5 Wo.)JP | Erstveröffentlichung: 8. Juli 2015      |
| 2016 | Female Warrior / Nostalgic ノスタルジック / Fragile Unlimited Diffusion | JP42 (3 Wo.)JP | Erstveröffentlichung: 26. Oktober 2016  |